# Hawker 400
Die Hawker 400 ist ein leichtes zweistrahliges Geschäftsreiseflugzeug des US-amerikanischen Herstellers Hawker Beechcraft, das ursprünglich von der früheren Beech Aircraft Corporation als Raytheon Beechjet 400 vermarktet worden war.

## Geschichte

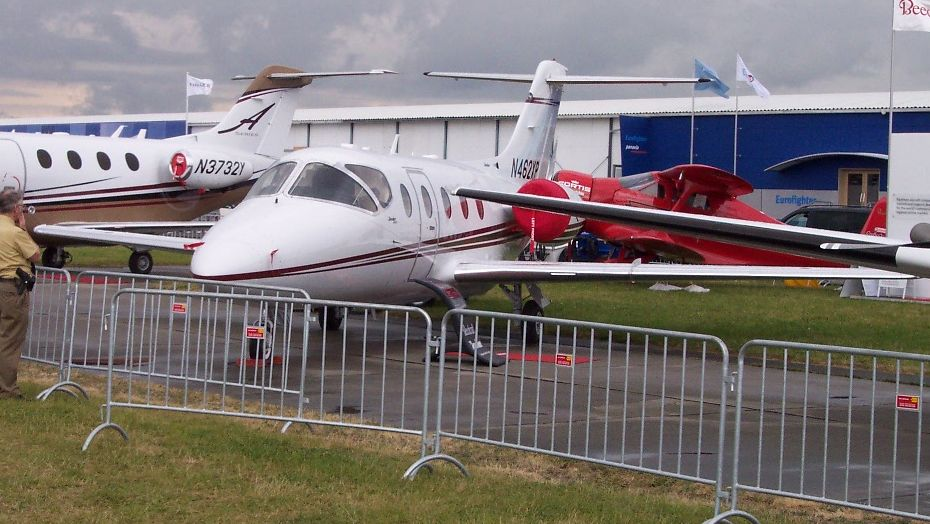
Hawker 400XP

Das als Tiefdecker ausgelegte Flugzeug wurde ursprünglich von Mitsubishi als Nachfolgemodell der veralteten MU-2 entwickelt und sollte als Mitsubishi MU-300 Diamond auf den Markt kommen.
Die Diamond 1 absolvierte ihren Erstflug im August 1978, die überarbeitete Diamond 2 am 20. Juni 1984. Als Antrieb dienten zwei Strahltriebwerke Pratt & Whitney Canada JT15D4.
Nachdem elf Diamond 2 gebaut worden waren, verkaufte Mitsubishi die Rechte an die Raytheon-Tochter Beechcraft, die für das nun Beechjet 400 genannte Modell im Mai 1985 die FAA-Zulassung erhielt. Die Auslieferung begann im Juni 1986, nun mit zwei JT15D5-Triebwerken und anderen kleineren Verbesserungen.
1990 kam die Version Beechjet 400A auf den Markt. Dieses Modell verfügte über eine größere Reichweite, höheres Startgewicht, eine luxuriösere Innenausstattung und ein EFIS-Cockpit.
Für die U.S. Air Force entstanden zwischen 1992 und 1997 180 Stück T-1 Jayhawk, die als Schulflugzeuge konzipiert waren und auf denen Piloten für Betankungs- und Transportflugzeuge ausgebildet werden. Weitere zwölf Beechjet 400T gingen als Trainingsflugzeuge an die japanische Luftwaffe.
1993 übernahm Raytheon die Hawker-Businessjets von British Aerospace. The Beechjet 400 wurde daraufhin in Hawker 400 umbenannt. Die aktuelle Version, die Hawker 400XP, wurde nach dem Vorbild der Hawker 800XP überarbeitet.
2008 wurde die Weiterentwicklung zur Hawker 450XP bekanntgegeben. Diese sollte mit neuer Avionik, neuen Pratt & Whitney-W535D-Triebwerken und neuer Kabinenausstattung ausgerüstet werden. Das Projekt wurde jedoch 2009 aus ökonomischen Gründen aufgegeben.
2012 musste Hawker Beechcraft Insolvenz anmelden, konnte die Geschäftstätigkeit aber Anfang 2013 als stark verkleinerte Beechcraft Corporation wieder aufnehmen. Das Unternehmen fokussiert sich nun auf die Turboprop-Modelle und stellt die Produktion der Jets ein. Für die Hawker 400XP wird jedoch noch ein Updateprogramm auf die Version Hawker 400XPR angeboten, die mit sparsameren Williams-FJ44-4A-32-Triebwerken, Winglets und einer modernen Avionik aufgerüstet wird.

## Technische Daten

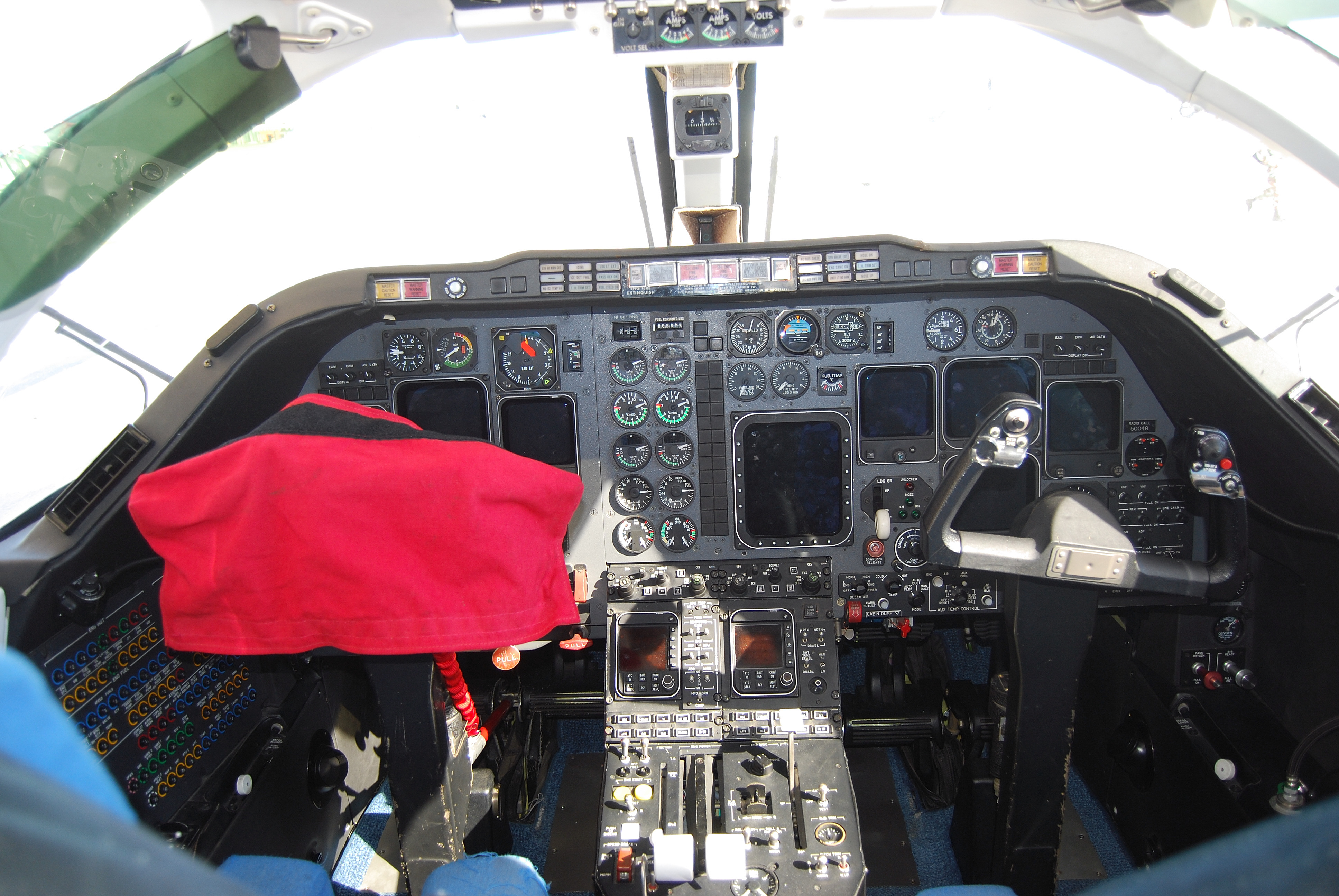
Cockpit

| Kenngröße             | Daten der Hawker 400XP                       |
| --------------------- | -------------------------------------------- |
| Besatzung             | 1–2                                          |
| Passagiere            | 7                                            |
| Länge                 | 14,80 m                                      |
| Spannweite            | 13,30 m                                      |
| Höhe                  | 4,20 m                                       |
| Leermasse             | 4.786 kg                                     |
| Startmasse            | 7.394 kg                                     |
| Reisegeschwindigkeit  | 767 km/h                                     |
| Höchstgeschwindigkeit | 833 km/h                                     |
| Dienstgipfelhöhe      | 13.720 m                                     |
| Reichweite            | 2.740 km                                     |
| Triebwerke            | 2 × Turbofans Pratt & Whitney Canada JT15D-5 |